# Asociación Social y Deportiva Justo José de Urquiza
La Asociación Social y Deportiva Justo José de Urquiza es un club de fútbol argentino, fundado el 8 de junio de 1936 y tiene su sede en el barrio de las flores, ubicado en el Partido de Tres de Febrero, Provincia de Buenos Aires. Actualmente participa en la Primera C, cuarta división del fútbol nacional para los equipos directamente afiliados a la AFA.  
Su estadio lleva el nombre de estadio Ramón Roque Martín, queda en El Libertador y tiene una capacidad de alrededor de 1500 personas.  
JJ tiene su sede social propia en pleno centro de Caseros (Belgrano 4905, esquina Sarmiento), un Anexo y el campo deportivo de Barrio Libertador. Cuenta con 18 actividades: karate, gimnasia aeróbica y coreográfica, gimnasia deportiva, gimnasia artística, acrobática y rítmica, fútbol infantil, taekwondo, danza jazz, boxeo recreativo, aerobox, tango, comedia musical, salsa, reguetón, futsal, bicicleta fija, yoga y cheerleading y cheerdance. También cuenta con un gimnasio de la cadena de Sport Club.

## Historia
J. J. Urquiza nació de la fusión de cuatro clubes: Club Social, Club 9 de Julio, Club Atlético Unión y Club Atlético Caseros. Se pensó el nombre de la nueva entidad en un prócer argentino y la decisión recayó en Justo José de Urquiza.
La primera cancha era la que pertenecía al Club Atlético Unión, construida en 1923 y ubicada en Caseros, que luego de la fusión pasó a pertenecer a la nueva entidad. Este terreno pertenecía a la Municipalidad.
En 1980 la dictadura militar desalojó al club de su cancha. Pero en 1987, los representantes del Partido de Tres de Febrero le otorgaron seis hectáreas en Barrio Libertador, donde construyó el actual campo deportivo (Miramar y Primera Junta).  
En 1993, se inauguró el nuevo estadio. 
En enero de 2018, se decidió cambiarle el sentido al campo de juego hasta marzo de 2019, haciendo de local ese tiempo en los estadios de San Miguel, Sportivo Italiano, Talleres de Remedios de Escalada y Argentino de Merlo.

## Fútbol profesional
En 1937, comenzó a participar en los torneos de la AFA en la categoría Tercera de Ascenso. 
Logró su primer ascenso en 1952 como subcampeón de Tercera División 1952
En 1963 volvió a ascender a Primera C por una reestructuración

### Reestrucuración y descenso
En 1986, con la reestructuración del fútbol argentino y la creación de la Primera B Nacional como Segunda División, la Primera D pasaría a ser la Quinta División. Por ese motivo el Torneo Apertura de Primera D de 1986 sirvió para decidir quienes continuarían en la Cuarta División (Primera C) y quienes descenderían a la Quinta División. Participaron 28 equipos y sólo 6 "ascenderían". Jota no pudo clasificar y "bajó" a la nueva Primera D. 
En la temporada 1987/88 ganó el Octogonal de la mano de Guillermo Abbas y ascendió a la Primera C, superando en ambas finales a Villa San Carlos: fue 2-1 en la ida y 3-1 en la vuelta jugada en el estadio Ciudad de Caseros. Al año siguiente descendió. 

### El primer título
El 17 de junio de 1994, luego de 57 años jugando los torneos de AFA, Justo José de Urquiza gritó campeón por primera y única vez en su historia: conducidos por Ricardo Della Vecchia, ganó el Torneo Apertura y se enfrentó en la final con Victoriano Arenas, campeón del Clausura: en la ida como local fue empate 0-0 en el estadio Ciudad de Caseros y en la vuelta jugada en el Estadio de Racing fue victoria de Jota por 2-1. El héroe de esa tarde fue Walter Eduardo Gómez, que marcó los 2 goles. 

### Primera vez en la Primera B Metropolitana
El 9 de junio de 2018 es uno de los días más importantes de la historia del club, ya que consiguió por primera vez el ascenso a la Primera B Metropolitana y significó el regreso del club a la Tercera División del Fútbol Argentino luego de 41 años  Archivado el 6 de diciembre de 2021 en Wayback Machine.
El torneo lo empezó dirigiendo Martín Norha pero una serie de malos resultados dieron fin a su ciclo y permitió la llegada de Daniel Sagman faltando 3 fechas para el final. 2 victorias y 1 empate aseguraron el lugar en el Reducido. En cuartos de final fue victoria por 2-0 frente a Leandro N. Alem en cancha de San Miguel. En Semifinales, derrota en San Miguel frente Central Córdoba y victoria heroica en Rosario por 2-0. En la final esperaba Argentino de Quilmes, con quien habían caído 3-1 y 4-1 durante el torneo. La victoria de Jota en la ida por 1-0 y la derrota 2-1 en La Barranca Quilmeña llevó el partido a los penales, donde el arquero Diego Córdoba se lució atajando 2 penales. Córdoba junto a Oscar Altamirano y Damián Bogado fueron las figuras de ese plantel que llevó al club a los más alto. 
Campeonato de Primera B 2018-19
Torneo: 9 victorias, 14 empates y 15 derrotas 
Posición: 15° por encima de San Miguel, Sacachispas, Comunicaciones, Deportivo Español y Talleres (RE) 
Campeonato de Primera B 2019-20
Torneo Apertura - 5.ª posición - 8 ganados, 4 empates y 5 perdidos 
Torneo Clausura - 5.ª posición - 5 ganados y 3 perdidos 
Campeonato Transición de Primera B 2020
Torneo Primer Ascenso - 2.ª posición - 3 ganados y 2 perdidos 
Eliminado en Semifinal vs San Telmo 
Campeonato de Primera B 2021
Torneo Apertura - 8.ª posición - 8 ganados, 2 empates y 6 perdidos 
Torneo Clausura - 5.ª posición - 8 ganados, 3 empates y 5 perdidos 
Tabla General - 4° Posición - 16 ganados, 5 empates y 11 perdidos 
Eliminado en Semifinales vs Sacachispas

## Clásicos
Su clásico rival histórico es el Club Atlético General Lamadrid.
Además tiene una gran rivalidad con UAI Urquiza.
También tiene rivalidad con en otro club de la ciudad: Club Atlético Estudiantes. Sin embargo este encuentro se ha disputado pocas veces dada las diferentes categorías entre un club y otro.

### Clásico con Lamadrid
Su clásico rival es General Lamadrid.

#### Historial
- Último partido: 2023[4]

| Partidos jugados | Ganados por JJ | Empates | Ganados por Lama |
| ---------------- | -------------- | ------- | ---------------- |
| 47               | 20             | 9       | 18               |

### Clásico de los Urquiza
Con UAI Urquiza disputa el denominado "clásico de los Urquiza".

### Rivalidades
Otro partido con rivalidad es con Colegiales.

## Uniforme
- Uniforme titular: Camiseta celeste, pantalón y medias negras.
- Uniforme alternativo: Camiseta blanca, pantalón y medias blancas.

| Período       | Proveedor         |
| ------------- | ----------------- |
| 1978-1989     | Adidas            |
| 1989-1991     | Ekeco             |
| 1991-1993     | Uhlsport          |
| 1993-1995     | Chango Cárdenas   |
| 1995-1997     | Sportlandia       |
| 1997-1999     | Reusch            |
| 1999-2000     | Sport 2000        |
| 2000-2001     | Dana              |
| 2001-2002     | Mebal             |
| 2002-2004     | Don Balón         |
| 2004-2005     | Ropa Fútbol       |
| 2005-2006     | Don Balón         |
| 2006-2007     | Dana              |
| 2007-2009     | Erreà             |
| 2010-2021     | Paso a Paso Sport |
| 2021          | Fanáticos         |
| 2021          | Marca Propia      |
| 2022-2023     | Masbar            |
| 2024-Presente | Zlot              |

| Período       | Proveedor                                 |
| ------------- | ----------------------------------------- |
| 1981-1982     | Dessutol Venier                           |
| 1983-1984     | Heladeras Diplomatic                      |
| 1985-1986     | Colcar                                    |
| 1986-1987     | Estudio Difol                             |
| 1987-1989     | Cochería Martín                           |
| 1989-1991     | Ekeco                                     |
| 1991-1993     | Frigorífico Yacoane                       |
| 1993-1997     | Cochería Martín                           |
| 1997-1999     | Sanatorio Modelo de Caseros               |
| 1999-2000     | Hospital La Merced                        |
| 2000-2001     | Regina Hogar                              |
| 2001-2003     | Ninguno                                   |
| 2003-2004     | Cochería Martín                           |
| 2004-2005     | CISA                                      |
| 2005-2007     | Héctor García Corredor de Cambio          |
| 2007-2008     | HTS Argentina                             |
| 2008-2009     | Regina Hogar/Grupo Márquez                |
| 2009-2014     | Bingo Caseros                             |
| 2015-2017     | Alemarsa Constructora/Secco               |
| 2017-2018     | Secco/Crediamérica                        |
| 2018          | Sport Club                                |
| 2019-2020     | Industrias KC/La Nueva Seguros            |
| 2021          | Industrias KC                             |
| 2022-2923     | Industrias KC/Entregar                    |
| 2024-Presente | Industrias KC/Sindicato Único de Fleteros |

## Datos del club
- Temporadas en Primera División: 0
- Temporadas en Primera B Nacional: 0
- Temporadas en Primera B: 4 (2018/19-2022)
- Temporadas en Primera C: 60 (1937-1949, 1951, 1953-1958, 1964-1977, 1988/89 y 1995/96-2017/18,2023-)
- Temporadas en Primera D: 24 (1950, 1952, 1959-1963, 1978-1987/88 y 1989/90-1994/95)

##### Total
- Temporadas en Tercera división: 41
- Temporadas en Cuarta división: 41
- Temporadas en Quinta división: 8

## Jugadores

### Plantel 2021
- Actualizado el 10 de Septiembre de 2021

## Presidentes
- 1936/37:	Sres. Juan Carlos Pena
- 1937/39:	José L Vázquez
- 1939/46:	Emilio Buceta
- 1946/51:	Víctor H. Spinetta
- 1951/57:	Herminio Rosetti
- 1957/59:	Héctor Arena
- 1959/64:	Herminio Rosetti
- 1964/68:	Doralio Marisi
- 1968/69:	Doralio Marisi, Juan Acebrás (en ejercicio)
- 1969/70:	José L. Vázquez
- 1970/71:	Dr. Gerardo Berensztein
- 1971/72:	Dr. Gerardo Berensztein, Sr. Humberto del Monte Mar (en ejercicio)
- 1972/74:	Santiago Silva
- 1974/76:	Oscar Ferrari
- 1976/77:	Remo J. Vassia
- 1977/78:	Remo J. Vassia, Dante H. Spinetta (en ejercicio)
- 1978/80:	Jaime Borodovsky
- 1980/81:	Jaime Borodovsky, Dr. Hugo Tiedemann (en ejercicio)
- 1981/85:	Sr. Francisco E. Scolaro
- 1985/90:	Dr. Jorge Hugo Aroldo
- 1990/92:	Sr. Francisco E. Scolaro
- 1992/2006:	Sr. Ramón Roque Martín
- 2006/08:	Sr. Raúl Cobian
- 2008/10	Sr. Adrián Zaffaroni
- 2010/12:	Sr. Christian Fernández
- 2012/16:       Sr. Eugenio Alejandro Evans
- 2016           Sr. Adrián Zaffaroni

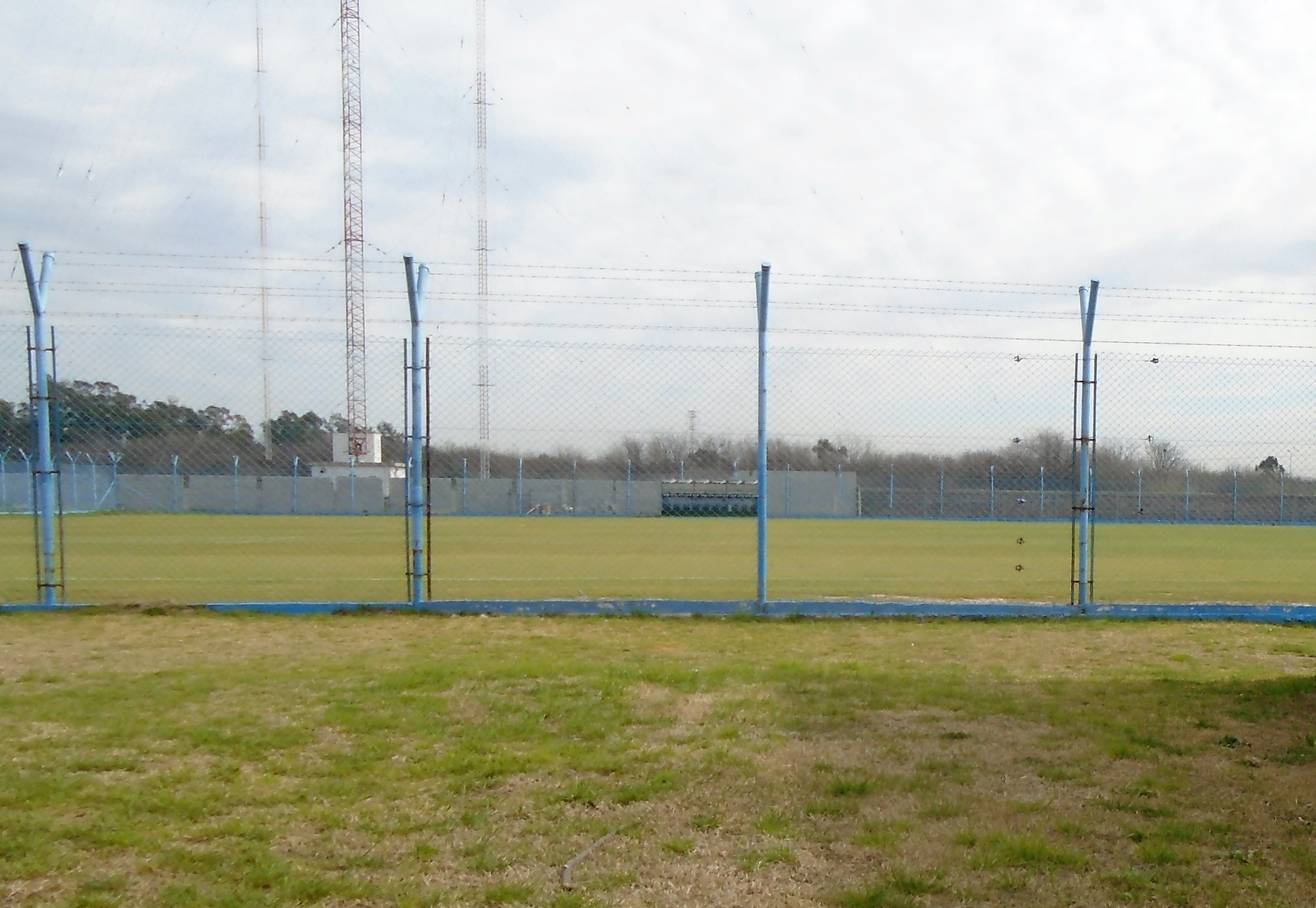
Estadio Ramón Roque Martín, de la Asociación Social y Deportiva Justo José de Urquiza (El Libertador, partido de Tres de Febrero).

## Estadio Ramón Roque Martín
En la tarde del 13 de agosto de 1994 fue inaugurado el estadio estadio Ramón Roque Martín en el barrio El Libertador, flamante construcción que se destaca tanto por la calidad de los materiales utilizados como por su concepción con sentido a futuro.[cita requerida]
Con un valor estimado en $ 400.000, se asienta sobre un predio de 6 hectáreas con grandes posibilidades de convertirse en un convocante centro deportivo; en especial, para los vecinos inmediatos.
La cancha es una maravillosa alfombra verde, que mide 102 x 70 metros.
En la tarde inaugural se colocaron placas, monseñor Gloazzo bendijo los distintos sectores, se cortaron las tradicionales cintas, se cantó el Himno Nacional, se escucharon las palabras alusivas del intendente Curto y del Presidente Martín, y hubo otros actos protocolares que fueron provocando emoción tras emoción.
El encuentro deportivo estuvo a cargo de los primeros equipos del JOTA y de Chacarita Juniors, fue ganado por los funebreros por 4 a 2.
Pero, sin dudas, en esta oportunidad, la fiesta estaba fuera del campo de juego, donde los caserinos festejaron volver a tener casa propia. No faltó quien dejó escapar algunos lagrimones.
Este estadio es apodado "La Cueva" y tiene una capacidad para 1.500 espectadores.

## Palmarés

### Torneos nacionales
- Primera D (1): Torneo Apertura 1994

### Copas nacionales de ascenso
- Copa de Competencia de Tercera División (1): 1937[6]

### Otros logros
- Ascenso a Primera C por reestructuración (3): 1950, 1952, 1963
- Ascenso a Primera C por Torneo Reducido (1): 1987/88
- Ascenso a Primera B, tras ganar el Reducido de Primera C: 2018

## Goleadas

### A favor
- En Primera C: 8-0 a Liniers en 1949 y 2003
- En Primera D: 9-1 a La Paternal en 1962, Sportivo Palermo en 1980

### En contra
- En Primera C: 1-11 vs Colegiales en 1989
- En Primera D: 1-7 vs San Martín en 1993